# Prometheoarchaeum syntrophicum
Prometheoarchaeum syntrophicum — вид архей типу Lokiarchaeota. Описаний у 2020 році. Перший описаний та культивований вид асгардархей (Asgardarchaeota).

## Поширення
Зразки виду зібрані у покладах гідрату метану на глибині 2533 м на дні океанічного жолоба Нанкай на заході Тихого океану біля півострова Кії в Японії.

## Опис
Prometheoarchaeum — це маленькі кулясті клітини (коки) діаметром 300—750 нм з унікальними щупальцеподібними, мембранними, інколи розгалуженими відростками різної довжини, через які відбувається симбіоз з Halodesulfovibrio.

## Спосіб життя
Архея живе на морському дні у покладах гідрату метану при температурі води 10 °C, тиску 250 атм та безкисневому середовищі. Це синтроф, що співіснує з бактерією Halodesulfovibrio та метаногенною евріархеотою Methanogenium. Prometheoarchaeum розщеплює амінокислоти і виділяє водень, який тут же підхоплюють метаногени, що виробляють на його основі метан. Prometheoarchaeum syntrophicum зростає дуже повільно — подвоєння популяції, за оцінками вчених, відбувається раз в 14-25 днів (для порівняння: бактерії діляться приблизно раз на годину).